# Viscum nepalense
Viscum nepalense är en sandelträdsväxtart som beskrevs av Spreng.. Viscum nepalense ingår i släktet mistlar, och familjen sandelträdsväxter. Inga underarter finns listade i Catalogue of Life.